# Nombre poligonal
En matemàtiques, un nombre poligonal és un nombre representat com a punts o còdols arranjats en forma d'un polígon regular. Els punts en consideren alfes (unitats). Són un tipus de nombres figurats bidimensionals.

## Definició i exemples
El nombre 10, per exemple, pot ser arranjat com a triangle (vegeu Nombre triangular):
|  |
Però 10 no pot ser arranjat com a quadrat. El nombre 9, d'altra banda, sí que pot ser-ho (vegeu quadrat perfecte):
|  |
Alguns nombres, com el 36, poden ser arranjats alhora com a quadrat i com a triangle (veu nombre triangular quadrat):
| * · * · * · * · * · * · * · * · * · * · * · * · * · * · * · * · * · * · * · * · * · * · * · * · * · * · * · * · * · * · * · * · * · * · * · * |  | * · * · * · * · * · * · * · * · * · * · * · * · * · * · * · * · * · * · * · * · * · * · * · * · * · * · * · * · * · * · * · * · * · * · * · * |
Per convenció, 1 és el primer nombre poligonal per qualsevol nombre de costats. La regla per ampliar el polígon a la mida següent és estendre dues branques adjacents en un punt assenyalen i llavors afegir els costats extres que calguin entre aquells punts. En els esquemes següents, cada capa extra és mostrada en vermell.

### Nombres quadrats
Polígons amb nombres més alts de costats, com pentàgons i hexàgons, també poden ser construïts segons aquesta regla, tot i que els punts ja no formaran a un enreixat perfectament regular li agrada damunt.

## Fórmula
Si s és el nombre de costats en un polígon, la fórmula pel nè nombre s-gonal P(s,n) és
{\displaystyle P(s,n)={\frac {n^{2}(s-2)-n(s-4)}{2}}}
O
{\displaystyle P(s,n)=(s-2){\frac {n(n-1)}{2}}+n}
El nombre s-gonal nè és també relacionat amb els nombres triangulars Tn de la manera següent:
{\displaystyle P(s,n)=(s-2)T_{n-1}+n=(s-3)T_{n-1}+T_{n}\,.}
Per tant:
{\displaystyle P(s,n+1)-P(s,n)=(s-2)n+1\,}
{\displaystyle P(s+1,n)-P(s,n)=T_{n-1}={\frac {n(n-1)}{2}}\,.}
Per a un nombre s-gonal donat P(s,n) = x, es pot trobar n per
{\displaystyle n={\frac {{\sqrt {8(s-2)x+(s-4)^{2}}}+(s-4)}{2(s-2)}}.}

### Cada nombre hexagonal és també un nombre triangular
Aplicant la fórmula anterior:
{\displaystyle P(s,n)=(s-2)T_{n-1}+n}
Al cas de 6 costats dona:
{\displaystyle P(6,n)=4T_{n-1}+n}
Però com que:
{\displaystyle T_{n-1}=n(n-1)/2}
segueix que:
{\displaystyle P(6,n)=4n(n-1)/2+n=2n(2n-1)/2=T_{2n-1}}
Això mostra que el nombre hexagonal {\displaystyle n^{th}}, {\displaystyle P(6,n)} és el {\displaystyle (2n-1)^{th}} nombre triangular,{\displaystyle T_{2n-1}} Podem trobar cada nombre hexagonal simplement agafant els nombres triangulars imparells:
1, 3, 6, 10,15, 21, 28, 36, 45, 55, 66, ...

## Taula de valors
Els primers 6 valors en la columna de "Suma de Recíproques", per als nombres triangulars a octagonals, venen d'una solució publicada per al problema general, que també dona una fórmula general per qualsevol nombre de costats, en termes de la funció digamma.
| s     | Nom             | Fórmula           | n = 1 | n = 2 | n = 3 | n = 4 | n = 5 | n = 6  | n = 7  | n = 8  | n = 9  | n = 10 | Suma de Recíproques | Número OEIS  |
| ----- | --------------- | ----------------- | ----- | ----- | ----- | ----- | ----- | ------ | ------ | ------ | ------ | ------ | --- | ------------ |
| 3     | Triangular      | ½(n²+n)           | 1     | 3     | 6     | 10    | 15    | 21     | 28     | 36     | 45     | 55     | {\displaystyle {2}} | oeis:A000217 |
| 4     | Quadrat         | n² = ½(2n² - 0n)  | 1     | 4     | 9     | 16    | 25    | 36     | 49     | 64     | 81     | 100    | {\displaystyle {\pi ^{2} \over 6}} | oeis:A000290 |
| 5     | Pentagonal      | ½(3n² - n)        | 1     | 5     | 12    | 22    | 35    | 51     | 70     | 92     | 117    | 145    | {\displaystyle {3\ln \left(3\right)}-{\pi {\sqrt {3}} \over 3}} | oeis:A000326 |
| 6     | Hexagonal       | ½(4n² - 2n)       | 1     | 6     | 15    | 28    | 45    | 66     | 91     | 120    | 153    | 190    | {\displaystyle {2\ln \left(2\right)}} | oeis:A000384 |
| 7     | Heptagonal      | ½(5n² - 3n)       | 1     | 7     | 18    | 34    | 55    | 81     | 112    | 148    | 189    | 235    | {\displaystyle {\begin{matrix}{\frac {2}{3}}\ln(5)\\+{\frac {{1}+{\sqrt {5}}}{3}}\ln \left({\frac {1}{2}}{\sqrt {10-2{\sqrt {5}}}}\right)\\+{\frac {{1}-{\sqrt {5}}}{3}}\ln \left({\frac {1}{2}}{\sqrt {10+2{\sqrt {5}}}}\right)\\+{\frac {1}{15}}{\pi }{\sqrt {25-10{\sqrt {5}}}}\end{matrix}}} | oeis:A000566 |
| 8     | Octagonal       | ½(6n² - 4n)       | 1     | 8     | 21    | 40    | 65    | 96     | 133    | 176    | 225    | 280    | {\displaystyle {{3\ln \left(3\right) \over 4}+{\pi {\sqrt {3}} \over 12}}} | oeis:A000567 |
| 9     | Nonagonal       | ½(7n² - 5n)       | 1     | 9     | 24    | 46    | 75    | 111    | 154    | 204    | 261    | 325    | | oeis:A001106 |
| 10    | Decagonal       | ½(8n² - 6n)       | 1     | 10    | 27    | 52    | 85    | 126    | 175    | 232    | 297    | 370    | {\displaystyle {{\ln \left(2\right)}+{\pi \over 6}}} | oeis:A001107 |
| 11    | Hendecagonal    | ½(9n² - 7n)       | 1     | 11    | 30    | 58    | 95    | 141    | 196    | 260    | 333    | 415    | | oeis:A051682 |
| 12    | Dodecagonal     | ½(10n² - 8n)      | 1     | 12    | 33    | 64    | 105   | 156    | 217    | 288    | 369    | 460    | | oeis:A051624 |
| 13    | Tridecagonal    | ½(11n² - 9n)      | 1     | 13    | 36    | 70    | 115   | 171    | 238    | 316    | 405    | 505    | | oeis:A051865 |
| 14    | Tetradecagonal  | ½(12n² - 10n)     | 1     | 14    | 39    | 76    | 125   | 186    | 259    | 344    | 441    | 550    | {\displaystyle {{2\ln \left(2\right) \over 5}+{3\ln \left(3\right) \over 10}+{\pi {\sqrt {3}} \over 10}}} | oeis:A051866 |
| 15    | Pentadecagonal  | ½(13n² - 11n)     | 1     | 15    | 42    | 82    | 135   | 201    | 280    | 372    | 477    | 595    | | oeis:A051867 |
| 16    | Hexadecagonal   | ½(14n² - 12n)     | 1     | 16    | 45    | 88    | 145   | 216    | 301    | 400    | 513    | 640    | | oeis:A051868 |
| 17    | Heptadecagonal  | ½(15n² - 13n)     | 1     | 17    | 48    | 94    | 155   | 231    | 322    | 428    | 549    | 685    | | oeis:A051869 |
| 18    | Octadecagonal   | ½(16n² - 14n)     | 1     | 18    | 51    | 100   | 165   | 246    | 343    | 456    | 585    | 730    | {\displaystyle {\begin{matrix}{\frac {4}{7}}\ln {\left(2\right)}\\-{\frac {\sqrt {2}}{14}}\ln \left(3-2{\sqrt {2}}\right)\\+\pi {\frac {\left(1+{\sqrt {2}}\right)}{14}}\end{matrix}}} | oeis:A051870 |
| 19    | Enneadecagonal  | ½(17n² - 15n)     | 1     | 19    | 54    | 106   | 175   | 261    | 364    | 484    | 621    | 775    | | oeis:A051871 |
| 20    | Icosagonal      | ½(18n² - 16n)     | 1     | 20    | 57    | 112   | 185   | 276    | 385    | 512    | 657    | 820    | | oeis:A051872 |
| 21    | Icosihenagonal  | ½(19n² - 17n)     | 1     | 21    | 60    | 118   | 195   | 291    | 406    | 540    | 693    | 865    | | oeis:A051873 |
| 22    | Icosidigonal    | ½(20n² - 18n)     | 1     | 22    | 63    | 124   | 205   | 306    | 427    | 568    | 729    | 910    | | oeis:A051874 |
| 23    | Icositrigonal   | ½(21n² - 19n)     | 1     | 23    | 66    | 130   | 215   | 321    | 448    | 596    | 765    | 955    | | oeis:A051875 |
| 24    | Icositetragonal | ½(22n² - 20n)     | 1     | 24    | 69    | 136   | 225   | 336    | 469    | 624    | 801    | 1000   | | oeis:A051876 |
| 25    | Icosipentagonal | ½(23n² - 21n)     | 1     | 25    | 72    | 142   | 235   | 351    | 490    | 652    | 837    | 1045   | | oeis:A255184 |
| ...   | ...             | ...               | ...   | ...   | ...   | ...   | ...   | ...    | ...    | ...    | ...    | ...    | ... | ...          |
| 10000 | Miriagonal      | ½(9998n² - 9996n) | 1     | 10000 | 29997 | 59992 | 99985 | 149976 | 209965 | 279952 | 359937 | 449920 | | oeis:A167149 |

La On-Line Encyclopedia of Integer Sequences evita els termes que utilitzen prefixos grecs (p. ex., "octagonal") a favor dels termes que utilitzen nombres (i.e., "8-gonal").
Una propietat d'aquesta taula pot ser expressada per la identitat següent (vegeu Un086270):
{\displaystyle 2\,P(s,n)=P(s+k,n)+P(s-k,n),}
Amb
{\displaystyle k=0,1,2,3,...,s-3.}

## Combinacions
Alguns nombres, com el 36, que és alhora quadrat i triangular, cauen en dos conjunts poligonals. El problema de determinar, donat dos conjunts d'aquests, tots els nombres que pertanyen a tots dos conjunts es pot solucionar reduint el problema a l'equació de Pell. L'exemple més senzill d'això és la seqüència de nombres triangulars quadrats.
La taula següent resumeix el conjunt de nombres s-gonals t-gonals per a valors petits de s i t.
| s   | t | Seqüencia | Nombre OEIS  |
| --- | - | --- | ------------ |
| 4   | 3 | 1, 36, 1225, 41616, 1413721, 48024900, 1631432881, 55420693056, 1882672131025, 63955431761796, 2172602007770041, 73804512832419600, 2507180834294496361, 85170343853180456676, 2893284510173841030625, 98286503002057414584576, 3338847817559778254844961, ... | oeis:A001110 |
| 5   | 3 | 1, 210, 40755, 7906276, … | oeis:A014979 |
| 5   | 4 | 1, 9801, 94109401, 903638458801, 8676736387298001, 83314021887196947001, 799981229484128697805801, ... | oeis:A036353 |
| 6   | 3 | Tots els nombres hexagonals també són triangulars. | oeis:A000384 |
| 6   | 4 | Nombres triangulars quadrats imparells. | oeis:A046177 |
| 6   | 5 | 1, 40755, 1533776805, … | oeis:A046180 |
| 7   | 3 | 1, 55, 121771, 5720653, … | oeis:A046194 |
| 7   | 4 | 1, 81, 5929, 2307361, 168662169, 12328771225, 4797839017609, 350709705290025, 25635978392186449, 9976444135331412025, 729252434211108535809, 53306479301521270428241, 20744638830126197732344369, 1516379800105728357531817761, 110843467413344235941816109721, 43135613687078894324987720634481, 3153102533906718276539864534846601, … | oeis:A036354 |
| 7   | 5 | 1, 4347, 16701685, 64167869935, … | oeis:A048900 |
| 7   | 6 | 1, 121771, 12625478965, … | oeis:A048903 |
| 8   | 3 | 1, 21, 11781, 203841, … | oeis:A046183 |
| 8   | 4 | 1, 225, 43681, 8473921, 1643897025, 318907548961, 61866420601441, 12001766689130625, 2328280871270739841, 451674487259834398561, 87622522247536602581025, 16998317641534841066320321, … | oeis:A036428 |
| 8   | 5 | 1, 176, 1575425, 234631320, … | oeis:A046189 |
| 8   | 6 | 1, 11781, 113123361, … | oeis:A046192 |
| 8   | 7 | 1, 297045, 69010153345, … | oeis:A048906 |
| 9   | 3 | 1, 325, 82621, 20985481, … | oeis:A048909 |
| 9   | 4 | 1, 9, 1089, 8281, 978121, 7436529, 878351769, 6677994961, 788758910641, 5996832038649, 708304623404049, 5385148492712041, 636056763057925561, 4835857349623374369, 571178264921393749929, 4342594514813297471521, 512917445842648529510881, 3899645038444991506051689, 460599295188433458107021409, 3501876901929087559136945401, 413617654161767402731575714601, … | oeis:A036411 |
| 9   | 5 | 1, 651, 180868051, … | oeis:A048915 |
| 9   | 6 | 1, 325, 5330229625, … | oeis:A048918 |
| 9   | 7 | 1, 26884, 542041975, … | oeis:A048921 |
| 9   | 8 | 1, 631125, 286703855361, … | oeis:A048924 |
| 10  | 3 | 1, 10, 1540, 1777555, 13773376, 2051297326, 15894464365, 2367195337045, 18342198104230, ... |              |
| 10  | 4 | 1 i cap més. |              |
| 11  | 4 | 1, 196, 29241, 1755625, 261468900, 38941102225, 2337990844401, 348201795147556, 51858411008887561, 3113535139359330841, ... |              |
| 12  | 4 | 1, 64, 3025, 142129, 6677056, 313679521, 14736260449, 692290561600, 32522920134769, 1527884955772561, 71778070001175616, 3372041405099481409, 158414167969674450625, 7442093853169599697984, 349619996931001511354641, 16424697761903901433970161, 771611174812552365885242944, 36249300518428057295172448225, 1702945513191306140507219823649, 80002189819472960546544159263296, 3758399976002037839547068265551281, 176564796682276305498165664321646929, 8294787044090984320574239154851854400, 389678426275593986761491074613715509889, 18306591247908826393469506267689777110401, 860020110225439246506305303506805808678976, 40402638589347735759402879758552183230801489, 1898063993589118141445429043348445806038991025, 89168605060099204912175762157618400700601776704, ... |              |
| 13  | 4 | 1, 36, 35721, 34999056, 896703025, 34291262041, 878568782400, 860801272542225, ... |              |
| 14  | 4 | 1, 441, 14161, 4239481, 135978921, 40707501121, 1305669590281, 390873421529361, 12537039269904241, 3753166552817428201, ... |              |
| 15  | 4 | 1, 3025, 5997601, 165148201, ... |              |
| 16  | 4 | 1, 16, 400, 4225, 101761, ... |              |
| 18  | 4 | 1, 100, 1936, 116281, 2235025, 134189056, 2579217796, 154854055225, 2976415102441, 178701445541476, 3434780449000000, ... |              |
| 22  | 4 | 1, 729, 284089, 3900625, 15175959521, 590725976569, 8110813506601, 3156387347610225, 1228333148092290241, 16865317394711073289, 6563271907899976822281, 2554149271482890096235025, 35069100108493095964960369, ... |              |
| 28  | 4 | 1, 81, 3136, 30625, ... |              |
| 30  | 4 | 1, 203401, 1819801, 164024190001, 1467492382801, 132269434866199801, 1183388792474889001, 106662336814809228952801, 954287089027867949018401, 86012721732003522411131649001, 769539017165067381031862931001, 69360830830024442142566574789968401, 620557802518990379109828463337266801, 55932712702907357470917967521368968071001, 500419053066149340677758825111066761145801, ... |              |
| 32  | 4 | 1, 1089, 9025, 4190209, 34680321, 16098788161, 133241790529, 61851539930625, 511914924538369, 237633600314679361, 1966777006834629441, 912988230557458180609, 7556356748343721780225, 3507700544168154015226689, 29031520660359572245001281, 13476584577705817169042764801, 111539094820744728221573147649, 51777034439845205395308287145025, 428533173269780585467711788272449, 198927352841300701422957270168427521, 1646424340163402188622220468969607681, 764278837839242855021796436678811396929, 6325561886374617938905985574069444444225, 2936359096051018207693040486762723218579969, ... |              |
| 40  | 4 | 1, 576, 123201, ... |              |
| 44  | 4 | 1, 256, 1521, 136161, 802816, 71757841, 423083761, 37816247296, 222964340481, ... |              |
| 50  | 4 | 1, 5776, 30276, 55487601, 290736601, 532791965476, 2791652838976, 5115868397039401, 26805450269137401, 49122567815580389376, 257385930692604511876, 471674891049334501775401, 2471419679704938253922401, 4529022254733142070467037476, 23730571507140886421558408976, 43487671218272739111289992095601, 227860945140147111714865589091601, ... |              |
| 64  | 4 | 1, 64, 625, 48400, 450241, ... |              |
| 66  | 4 | 1, 1223236, 5107600, 1629005505625, 6801867425521, 2169369437921667136, 9058142076710164516, 2888979651650786027844601, ... |              |
| 68  | 4 | 1, 400, 41616, 4289041, 17514225, ... |              |
| 96  | 4 | 1, 14400, 46656, 132733441, 429940225, ... |              |
| 128 | 4 | 1, 148225, 408321, 9563079681, 26342913025, 616952522883841, 1699486690978561, 39802075051765530625, 109640684355448463361, 2567791069272648920349441, 7073359108807915474785025, 165658473003253597395658798081, 456330689435993174584833131521, 10687290724764111513110882779540225, 29439718091200304556358009172652801, 689479873651773417153581894243599769601, 1899273972479365758712887429179690164225, ... |              |
| 132 | 4 | 1, 784, 262144, 10597261249, 28731945025, ... |              |
| 140 | 4 | 1, 1002001, 2637376, 1023640086001, ... |              |
| 156 | 4 | 1, 18496, 288456256, ... |              |

En alguns casos, com s=10 i t=4, no hi ha cap nombre en ambdós conjunts a part de la unitat.
El problema de trobar nombres que pertanyen a tres conjunts poligonals és més difícil. Una cerca informàtica de nombres triangulars quadrats pentagonals ha donat només el valor trivial d'1, però encara no s'ha editat cap demostració que no n'hi ha més.
El nombre 1225 és hecatonicositetragonal (s=124), hexacontagonal (s=60), icosienneagonal (s=29), hexagonal, quadrat, i triangular.
L'únic conjunt poligonal que és contingut en un altre conjunt poligonal és el conjunt de nombres hexagonals, que és contingut en el conjunt de nombres triangulars.